# Sân bay Sansanné-Mango
Sân bay Sansanné-Mango (ICAO: DXMG) là một sân bay ở Mango, vùng Savanes, Togo.

## Vị trí và cơ sở vật chất
Sân bay nằm trên độ cao 460 ft (140 m) so với mực nước biển và có một đường băng dài 1200 m.